# Fredrick John Stare
Fredrick John Stare (geboren am 11. April 1910 in Columbus, Wisconsin; gestorben am 4. April 2002) war ein amerikanischer Ernährungswissenschaftler, der als einer der einflussreichsten Ernährungslehrer seines Landes galt.

## Leben und Werdegang
Stare studierte Chemie und Medizin an der University of Wisconsin sowie der University of Chicago.
In der Zeit nach dem Zweiten Weltkrieg arbeitete er in den Niederlanden daran, einen Diätplan für die niederländische Bevölkerung zu entwickeln, die von Mangelernährung betroffen war.
Im Jahre 1942 gründete Stare die Ernährungsabteilung an der Harvard School of Public Health. Bis zu seinem Ruhestand 1976 leitete er diese Abteilung als Professor für Ernährungswissenschaft.
1952 wurde Stare in die American Academy of Arts and Sciences gewählt.
Er vertrat die Meinung, dass die amerikanische Ernährung von Grund auf gut sei und dass „Zurückhaltung und Mäßigung“ der Schlüssel zu einer gesunden Ernährung seien.
Als Berater der US-Regierung lehnte Stare die Idee ab, dass die amerikanische Ernährung schädlich sei. Zum Beispiel behauptete er, dass Coca-Cola ein gesunder Snack zwischen den Mahlzeiten sei und dass auch der Konsum großer Mengen an Zucker keine gesundheitlichen Probleme zur Folge hätte.
Er war auch ein leitendes Gesicht der Kampagne für die Fluoridierung, die laut seinen Kritikern Teil seiner Befürwortung des Zuckers war.
Modediäten sowie der Alternativmedizin stand er kritisch gegenüber.

## Kontroversen
In seiner Autobiographie Adventures in Nutrition behauptet Stare, dass er 1960 einen Zuschuss in Höhe von 1,026 Millionen US-Dollar seitens General Foods erhielt. Diese waren für die Erweiterung der Schullabore für die Ernährungsforschung gedacht. In seiner 44-jährigen Karriere als Ernährungswissenschaftler habe er 29.630.347 US-Dollar gesammelt.
Ein Beispiel hierfür wäre Kellogg's, die 2 Millionen US-Dollar beisteuerten, um die Ernährungsstiftung an der Harvard University zu gründen. Diese Stiftung agierte unabhängig von der Universität und veröffentlichte, mit Stare als Redakteur, 25 Jahre lang eine Zeitschrift mit dem Namen Nutrition Reviews.
Stare war einer der Mitgründer und Vorsitzenden des American Council on Science and Health (ACSH).
1980, während seiner Amtszeit als Vorsitzender, bemühte er sich um eine Finanzierung der ACSH-Aktivitäten durch den US-Tabakriesen Philip Morris USA.

## Ausgewählte Veröffentlichungen
- Panic in the Pantry: Facts & Fallacies About the Food You Buy (mit Stephen Barrett und Elizabeth Whelan, 1975, ISBN 978-0-689-10671-2)
- The One Hundred Percent Natural, Purely Organic, Cholesterol-Free, Megavitamin, Low-Carbohydrate Nutrition Hoax (1983, mit Elizabeth Whelan)
- Fad-Free Nutrition (1998, mit Elizabeth Whelan, ISBN 978-0-89793-236-3)
- Adventures in Nutrition: An Autobiography (1991, ISBN 978-0-8158-0470-3)